# Йылдырым
Йылдырым (тур. Yıldırım) — район провинции Бурса (Турция), часть города Бурса.

## История
Основан в 1987 году. Назван в честь султана Баязида I, который имел прозвище «Молниеносный» («Йылдырым»).